# ماريوس باربو
ماريوس باربو هو عالم إنسان وكاتب كندي، ولد في 5 مارس 1883 في سانت ماري في كندا، وتوفي في 27 فبراير 1969 في أوتاوا في كندا.

## وصلات خارجية
- ماريوس باربو على موقع IMDb (الإنجليزية)
- ماريوس باربو على موقع ميوزك برينز (الإنجليزية)